# Первая линия (Казань)
Пе́рвая ли́ния (тат. Беренче сызык) — единственная действующая линия Казанского метрополитена. Самая длинная в России за пределами Москвы и Санкт-Петербурга.

## Описание
На линии находится 11 станций: «Дубравная», «Проспект Победы», «Горки», «Аметьево», «Суконная слобода», «Площадь Тукая», «Кремлёвская», «Козья слобода», «Яшьлек», «Северный вокзал», «Авиастроительная». На станции «Проспект Победы» имеется пересадка на Казанский скоростной трамвай, на станциях «Аметьево» и «Северный вокзал» — на пригородные Казанские электропоезда (в будущем Кольцевой линии городской электрички).

## Депо и подвижной состав
| Тип                    | Кол-во вагонов в составе | \| Период \| \| ------ \| |
| ---------------------- | ------------------------ | ------------------------- |
| 81-55x.3 «Казань»      | 4 вагона                 | 2005 — настоящее время    |
| 81-74x.4 «Русич»       | 3 вагона                 | 2011 — настоящее время    |
| 81-76x.4 «Москва-2019» | 4 вагона                 | 2020 — настоящее время    |
| Период                 |                          |                           |

## История
См. также: Список пусковых участков и новых станций Казанского метрополитена
| Участок                              | Дата            |
| ------------------------------------ | --------------- |
| «Кремлёвская» — «Горки»              | 27 августа 2005 |
| «Горки» — «Пр-т Победы»              | 29 декабря 2008 |
| «Кремлёвская» — «Козья Слобода»      | 30 декабря 2010 |
| «Козья Слобода» — «Авиастроительная» | 9 мая 2013      |
| «Проспект Победы» — «Дубравная»      | 30 августа 2018 |

## Станции
На единственной линии Казанского метрополитена расположены 11 станций. 10 — подземные, мелкого заложения, 1 — наземная эстакадная.

### Типы станций
На сегодняшний день в Казанском метрополитене имеются станции следующих типов:

#### Колонная станция мелкого заложения
В Казани станции такого типа появились в первой очереди на пусковом участке «Кремлёвская» — «Горки». Такие станции располагаются на глубине не более 15 метров и имеют высокую пропускную способность в часы пик.
На 2025 год таких станций в Казанском метрополитене 5 — станции «Северный вокзал» (2013) и «Площадь Тукая» (2005) — двухпролётные, станции «Козья слобода» (2010), «Суконная слобода» (2005) и «Проспект Победы» (2008) — трёхпролётные.

#### Односводчатая станция мелкого заложения
В Казани, станции такого типа появились в первой очереди на пусковом участке «Кремлёвская» — «Горки». Данный тип станции не имеет никаких конструктивных элементов, помимо свода, и представляет собой однообъёмный большой зал.
На 2025 год таких станций в Казанском метрополитене, 5 — «Авиастроительная», «Яшьлек» (2013), «Кремлёвская», «Горки» (2005) и «Дубравная» (2018).

#### Эстакадная станция
Станция конструкции которой приподняты над поверхностью земли на металлических или железобетонных опорах.
В Казани, станции такого типа появились в первой очереди на пусковом участке «Кремлёвская» — «Горки».
На 2025 год таких станций в Казанском метрополитене, 1 — «Аметьево» (2005).

## Перспективы
Станция «Дубравная» — будущая пересадочная на станцию «100-летие ТАССР» первой очереди Второй линии до Азино.
Также на станции «Северный вокзал» планировалась организации пересадки на наземную железнодорожную Линию в Салават Купере городского поезда (Казанской электрички), но впоследствии от планов отказались в пользу постройки линии трамвая.
Планируется продление линии на север с тремя станциями: Беломорская, Химическая и Бобыльская; а также на юг с четырьмя станциями: Ванюшино, Новые Горки, Медянская и Панькино (Мочилище).